# Talayuela
Talayuela é um município da Espanha na comarca de Campo Arañuelo, província de Cáceres, comunidade autónoma da Estremadura. Tem 181,5 km² de área e em 2021 tinha 7 328 habitantes (densidade: 40,4 hab./km²). Faz parte da Mancomunidade de Campo Arañuelo.
No passado, os territórios dos atuais municípios de Tiétar e Pueblonuevo de Miramontes pertenciam ao município de Talayuela. A efetivação da emancipação do primeiro ocorreu em 2013 e a do segundo em 2014.[carece de fontes?]

## Demografia
| Variação demográfica do município entre 1991 e 2004 [carece de fontes?] | Variação demográfica do município entre 1991 e 2004 [carece de fontes?] | Variação demográfica do município entre 1991 e 2004 [carece de fontes?] | Variação demográfica do município entre 1991 e 2004 [carece de fontes?] |
| ----------------------------------------------------------------------- | ----------------------------------------------------------------------- | ----------------------------------------------------------------------- | ----------------------------------------------------------------------- |
| 1991                                                                    | 1996                                                                    | 2001                                                                    | 2004                                                                    |
| 7688                                                                    | 7122                                                                    | 8805                                                                    | 10082                                                                   |